# Ter Weyer
Ter Weyer was een kasteel in de Nederlandse plaats Heerlen, provincie Limburg. Rond 1975 is Ter Weyer gesloopt.

## Naamgeving
De naam Ter Weyer is afkomstig van het woord wijer, oftewel vijver. Het kasteel was namelijk oorspronkelijk door vijvers omgeven.

## Geschiedenis
Aanvankelijk was Ter Weyer waarschijnlijk een allodiaal goed dat werd verheven tot leen van het aartsbisdom Keulen. In 1208 treedt een Bonifacius de Vivario op als getuige bij een oorkonde van hertog Hendrik III van Limburg; deze Bonifacius zou heer van Ter Weyer zijn geweest.
Tot in de 14e eeuw was het huis in bezit van de familie Van de Weyer, maar of zij nazaten waren van Bonifatius of slechts de naam van het huis overnamen, is niet bekend. Verschillende leden van het geslacht waren in de regio actief. Zo streed Paulus van de Weyer in 1371 aan Brabantse zijde mee in de Slag bij Baesweiler en had Gielis van de Weyer rond 1383 ook het goed Ter Eyck in bezit. Ter Weyer en Ter Eyck zouden tot 1786 in handen blijven van dezelfde eigenaren.

### Van Ghoor
Catharina, dochter van Gielis, trouwde met Arnold van Ghoor en kreeg zes kinderen. Bij de erfdeling van 1417 kreeg zoon Willem het kasteel Ter Weyer toegewezen, maar hij moest wachten tot aan het overlijden van zijn moeder in 1433 voordat hij volledige beschikking kreeg over het kasteel.
Aan het begin van de Tachtigjarige Oorlog was Daniel van Ghoor de eigenaar van Ter Weyer. Het kasteel werd in beslag genomen door de regering in Brussel. In 1579 bleek Ter Weyer verwoest te zijn, terwijl de akkers braak lagen. Voor de regering leverde het huis geen inkomsten meer op.

### Van Hoensbroek
In 1581 vererfde Ter Weyer naar Eva Hoen van Hoensbroek, dochter van Isabella van Ghoor en Jan Hoen van Hoensbroek. Eva trouwde tweemaal. De nakomelingen uit haar eerste huwelijk met Jan van Argenteau verkochten in 1672 Ter Weyer aan Arnold Adriaan baron van Hoensbroek.
De laatste eigenaar uit de familie Van Hoensbroek was Lothar Frans, die in 1789 Ter Weyer verkocht aan zijn pachter Rudolph Voncken. Diens broer Claudius Voncken had in 1786 het huis Ter Eyck gekocht en werd mogelijk ook mede-eigenaar van Ter Weyer. In 1801 overleed Rudolph. Zijn vrouw hertrouwde nog twee keer en veroorzaakte zo een ingewikkelde erfkwestie.

### Verkoop en afbraak
In 1829 werd Ter Weyer publiekelijk geveild. De familie Huntjes kocht het kasteel aan. Via het huwelijk van Maria Catharina Huntjens met Jan Mathijs Wintgens kwam Ter Weyer in zijn familie terecht. De familie woonde overigens niet zelf op het huis maar verpachtte het goed. Later stelden ze een rentmeester aan om het landgoed te beheren.
In de eerste decennia van de 20e eeuw werd het landgoed Ter Weyer in delen verkocht ten behoeve van mijnbouw en woningbouw. In 1975 werden ten slotte het huis en de bijgebouwen afgebroken. Van het voormalige kasteel resteert anno 2023 slechts een vijver.

## Beschrijving
Volgens kaarten uit begin 19e eeuw was Terweyer een omgracht complex, bestaande uit twee grote bouwdelen. Het oostelijke u-vormige gedeelte betreft het kasteel, het westelijke deel betreft de dienstgebouwen. Ook de plattegrond van 1958 toont deze indeling.

### Kasteel
Het oostelijke gebouw was het eigenlijke kasteel. Hiervan was de zuidvleugel het oudste gedeelte. Oorspronkelijk was dit een onderkelderde woontoren uit het derde kwart van de 12e eeuw, met een bouwwijze die sterk overeenkomt met de stadsmuur van Aken. Waarschijnlijk is de woontoren verwoest, want direct tegen de westzijde is in de 14e eeuw een nieuwe woontoren met arkeltorentjes op de hoeken opgetrokken. In deze nieuwe toren werd de westmuur van de oude woontoren opgenomen.
Na de schade die in het begin van de Tachtigjarige Oorlog was ontstaan aan het kasteel, werd rond 1581 bovenop de 12-eeuwse kelder opnieuw een gebouw neergezet, bestaande uit breuksteen. Samen met de 14e-eeuwse woontoren ontstond zo een rechthoekig huis.
Rond het jaar 1700 volgde een vernieuwing van het 14e-eeuwse gedeelte, waarbij gebruik werd gemaakt van baksteen en hoekstenen van mergel. Begin 20e eeuw kreeg het huis bakstenen puntgevels, zodat beide woontorens onder één zadeldak konden worden gebracht.
In de noordelijke muur bevond zich de ingang, met een ronde boog van drie mergelblokken. Het middelste blok bevatte drie wapenschilden van de middeleeuwse eigenaren en was waarschijnlijk hergebruikt. De medaillons op de andere twee blokken dateerden uit 1829 en waren door de destijds nieuwe eigenaar J. W. Huntjes aangebracht.
De kleine, haakse vleugel is begin 19e eeuw tegen het kasteel aan gebouwd.

### Dienstgebouwen
De bakstenen dienstgebouwen aan de westzijde werden begin 19e eeuw gebouwd. De toegang tot het complex vond zich in de noordwestmuur. Oorspronkelijk zal hier een 16e-eeuwse valbrug zijn geweest, getuige de sponningen die bewaard waren gebleven.

## Afbeeldingen

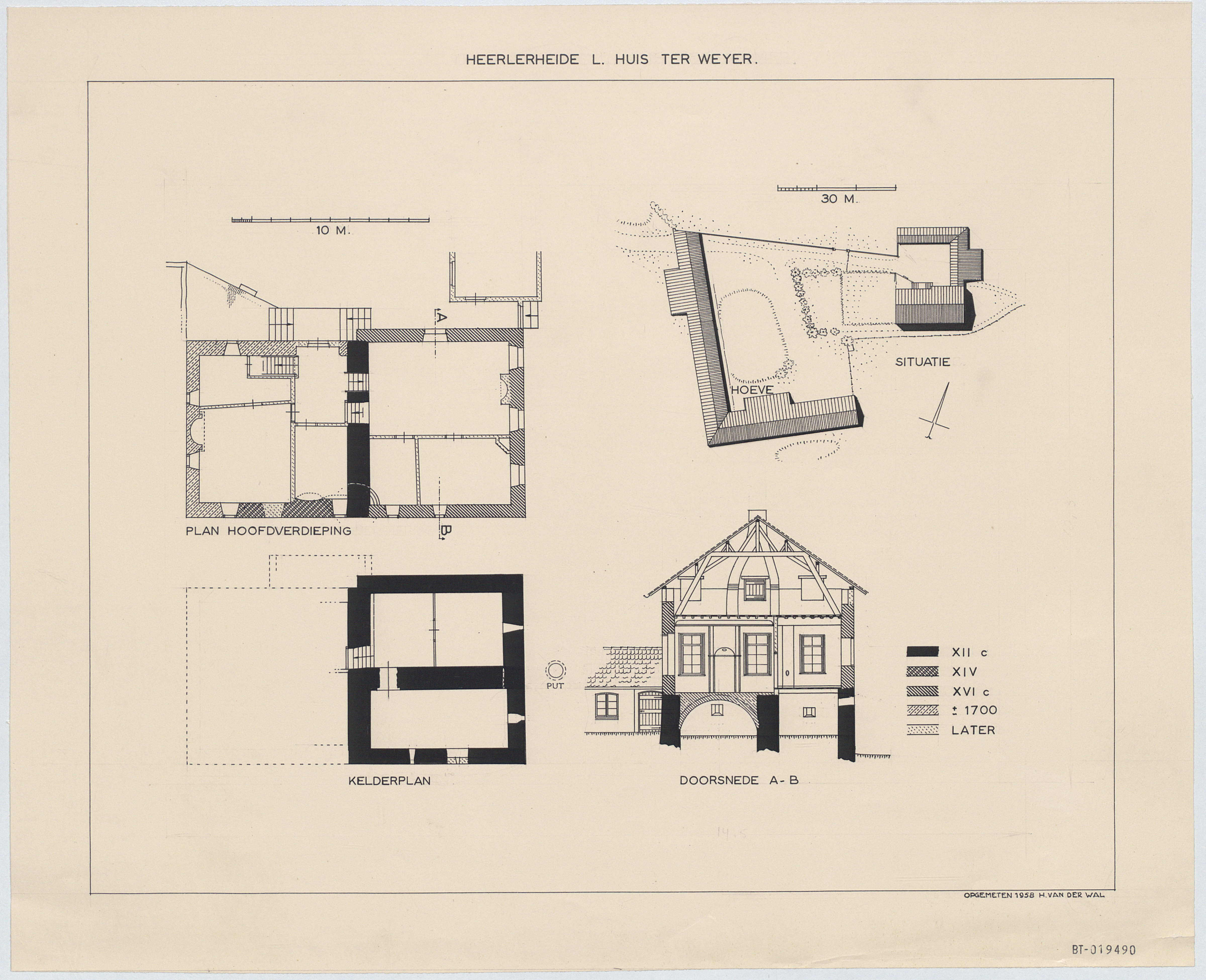
Plattegrond van Ter Weyer
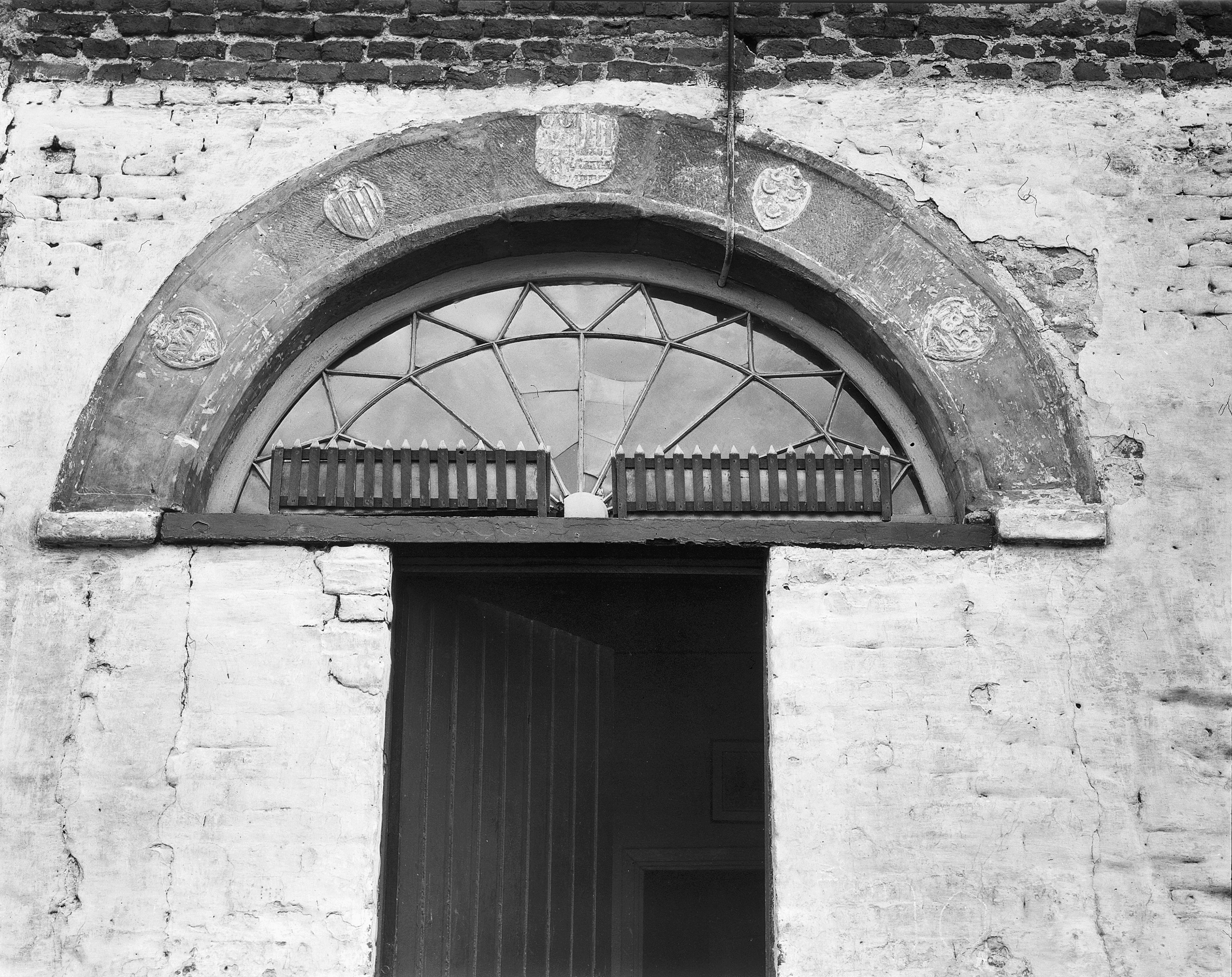
Detail van de ingang, met de wapenschilden
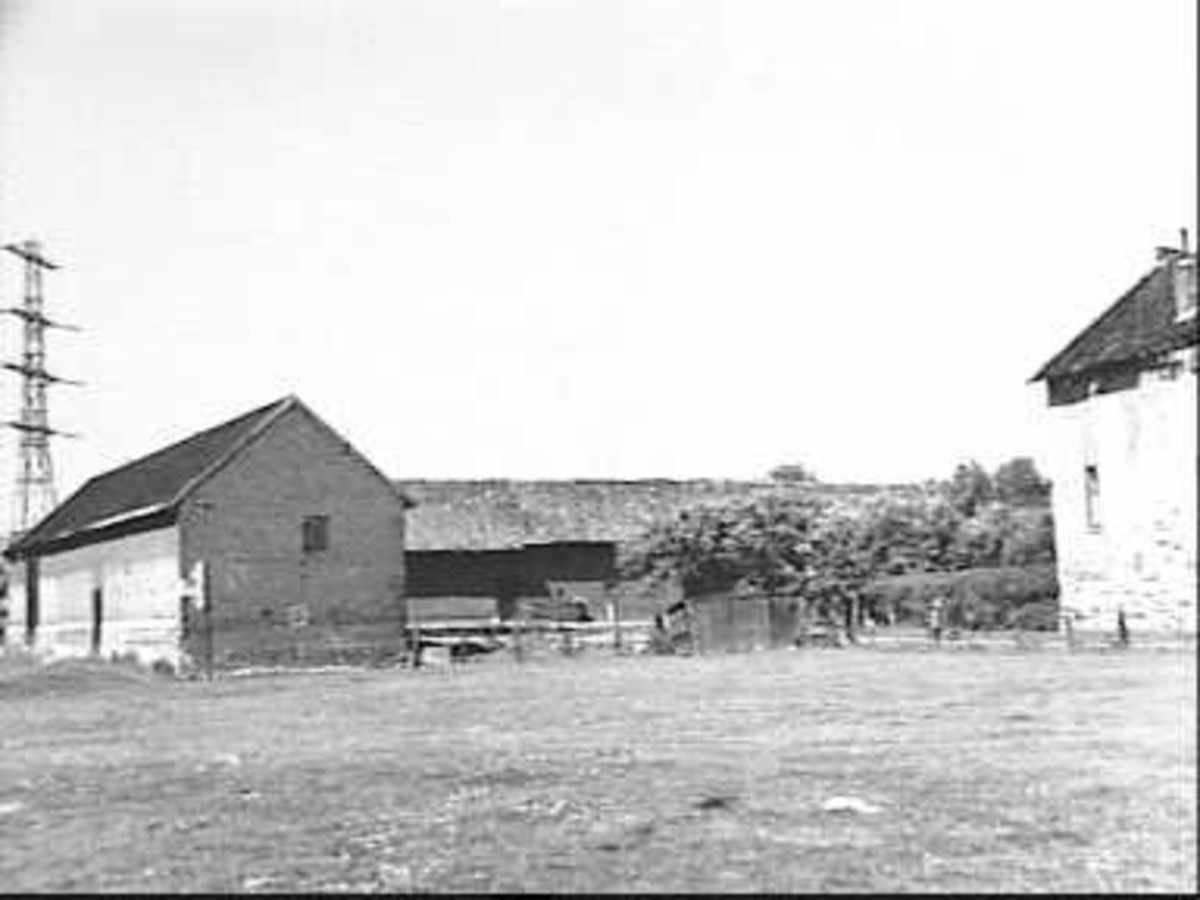
De dienstgebouwen van Ter Weyer

Aerwinkel · Kasteel Afferden · Aldt Huys · Aldenborgh · Kasteel Aldenghoor · Aldenhoven · Alte Burg · Kasteel Amstenrade · Slot Annendael · Kasteel Arcen · Baersdonck · Bakvliet · Baronsberg · Baxhof · Beegden ·  Benzenrade · Kasteel De Berckt · Kasteel Bethlehem · Beusdaelshof · Binsfeld · Huis Blankenberg · Kasteel Bleijenbeek · Blitterswijck · Boerlo · Bolberg · Bollenberg · Kasteel De Bongard · Borggraaf · Kasteel d'Erp · Kasteel Borggraaf · Kasteel Borgharen · Kasteel Born · Huis Bree · Breust · Kasteel Broekhuizen · Broekhuizen · Gracht Burggraaf · Kasteel De Burght · Kasteel Cartils · Cloppenburg (Oost-Maarland) · Kasteel Cortenbach · Huis De Dael · Dammerscheid · Kasteel De Bockenhof · De Donck (Sevenum) · De Donck (Swolgen) · De Dorth ·  Huis ten Dijcken · Kasteel Doenrade · De Doom · Douve · Douvenrade · De Dries · Kasteel Erenstein · Kasteel Eijsden · Eijsden · Einrade · Kasteel Elsloo · Ensenbroek · Eperhuis · Etzenraderhuuske · Exaten · Kasteel Eijckholt · Kasteel Eyckholt · Eys · Gastendonck · Kasteel Genbroek · Gebroken Slot · Kasteel Geijsteren · Kasteel Op Genhoes · Kasteel Genhoes · Genneperhuis · Kasteel Het Geudje · Kasteel Geulle · Kasteel Geusselt · Geijsteren · Gen Heck · Ghoor · Kasteel Goedenraad · Kasteel Grasbroek · Kasteel Groenendaal · Groethof · Groot Paarlo · Kasteel van Gronsveld · De Gun ·Kasteel Haeren · Kasteel Den Halder · Heerlaer · Heeze · Heijen · 's-Herenanstel · Kasteel Hillenraad · Kasteel Hoensbroek · Hoenshuis · Holstrate · Holtmühle · Huize Holtum · Kasteel Horn · De Horst · Huys ter Horst · Ten Hove (Grathem) · Ten Hove (Panningen) · Huis Brias · Huis Darth ·  Kasteel Hurpesch · Kasteel Sint-Jansgeleen · Kasteel Jerusalem · Kasteel Kaldenbroek · Den Kamp · Kasteel Karsveld · Kasteel Keverberg · Klein Paarlo · Klimmender Huuske · De Kolck · Koppelberg · Laar · Landsfort · Kasteel Lemiers · Kasteelruïne Lichtenberg · Kasteel Limbricht · Lonesteyn · Huize Lovendael · Mazenburg · Kasteel van Meerlo · Kasteel Meerssenhoven · Meezenbroek · Kasteel van Mheer · Middelaar · Kasteel Millen · Kasteel Montfort · Movert · Mulrode · De Munt · Château Neercanne · Kasteel Neubourg · Nienghoor · Huis Nierhoven · Kasteel Nieuwenbroeck · Nije Huys · Kasteel Nijenborgh · Kasteel Nijswiller · Nijthuysen · Kasteel Obbicht · Oedenrade · Kasteel Ooijen · Kasteel Oost (Valkenburg) · Kasteel Oost (Oost-Maarland) · Kasteel Ouborg · Overen · Kasteel Passarts-Nieuwenhagen · Prickenis · Prinsenhof · Puth · De Putting · Raath · De Raay · Ravenhof · Kasteel Reijmersbeek · Kasteel van Rijckholt · Kasteel Rivieren · Rodenbroek · Rosendaal · Kasteel Schaesberg · Kasteel Schaloen · Te Scharen · Schenkenburg · Kasteel Scheres · De Spijker (Geijsteren) · De Spijker (Leeuwen) · Huis Severen · Sibberhuuske · Château St. Gerlach · Spraland · Huis De Spyker · Huize Stalberg · Stalberg (Wellerlooi) · De Steeg · Kasteel Stein · Steinhagen · Steenen Huis · Stoel van Swentibold · Strijthagen (Landgraaf) · Strijthagen (Welten) · Struyver · Kasteel Terborgh · Terlinden (Wijnandsrade) · Terveurdt · Ter Weyer · Kasteel Ter Worm · De Tombe · Huis De Torentjes · Triest · Trippaert · Kasteel Vaalsbroek · Kasteel Vaeshartelt · Valkenburg · Vliek · De Vroenhof · Vrijburg · Kasteel Wambach · Warenberg · Well · Weyershof ·  Wijlre · Kasteel Wijnandsrade · Wijnandsrade · Wijnantshof · Wissegracht · Huize Witham · Kasteel Wittem · Wolfrath · Wylre